# Doe het dan
Doe het dan is een lied van de Nederlandse band BLØF. Het werd in 2021 als single uitgebracht en stond in hetzelfde jaar als eerste track op de ep Polaroid_01. In 2022 was het als vierde track te vinden op het album Polaroid.

## Achtergrond
Doe het dan is geschreven door Peter Slager, Norman Bonink, Paskal Jakobsen en Bas Kennis en geproduceerd door Dries Bijlsma. Het is een lied uit het genre Nederlandstalige rock. Het lied is een aanmoedigingslied om de dingen te doen die je graag zou willen doen. De bandleden schreven het nummer kort nadat de beperkingen tijdens de coronacrisis waren opgeheven. Voor de band was de betekenis achter het lied ook weer dat ze weer konden optreden. Het lied is de tweede single van het in 2022 uitgebrachte album Polaroid; Horizon was de eerste single. 

## Hitnoteringen
De band had weinig succes met het lied. De Single Top 100 werd niet bereikt en er was ook geen notering in de Top 40. Bij laatstgenoemde was er wel de twaalfde plaats in de Tipparade.